# Skyfall (canción)
«Skyfall» es una canción interpretada por la cantautora británica Adele, compuesta como tema central de la vigésima tercera película de James Bond, del mismo nombre. La intérprete la compuso junto a Paul Epworth, quien también la produjo. «Skyfall» se lanzó el 5 de octubre de 2012 por medio de las discográficas XL Recordings y Columbia Records en iTunes a las 12:07 a. m. del horario de verano británico, dando inicio así al «Día Global de James Bond», el cual coincidió con el quincuagésimo aniversario del estreno de Dr. No, el primer filme de la saga Bond.

## Antecedentes y composición
Adele mencionó en una entrevista en The Jonathan Ross Show en septiembre de 2011 que estaba trabajando en un «proyecto especial», lo que dio lugar a que los medios de comunicación especularan que se refería a Skyfall de la saga de James Bond. En abril de 2012, aseguró a la radio NRJ que estrenaría un nuevo sencillo a fines de ese año, pero que no sería de su nuevo álbum. Los rumores continuaron hasta que en septiembre, se vio a Adele supuestamente en los estudios Abbey Road, donde el compositor Thomas Newman se encontraba grabando la banda sonora de Skyfall. Originalmente, la canción llevaría por título «Let the Sky Fall» —en español: «Deja que el cielo caiga»—. En septiembre de 2012, el vocalista de la banda OneRepublic, Ryan Tedder, publicó un mensaje en su cuenta de Twitter, en donde aseguró que había escuchado la canción y que, en su opinión, era «el mejor tema de James Bond que había oído en su vida». El publicista de la intérprete, Paul Moss, también mencionó la canción en su cuenta de Twitter, pero él y Tedder borraron sus mensajes posteriormente.
Después de ser contactada para interpretar la canción de Skyfall, Adele acudió a Paul Epworth para que fuese su coescritor y productor. La canción la grabó en los estudios Abbey Road de Londres e incluye una orquesta de setenta y siete piezas dirigida por J. A. C. Redford. Con el anuncio de que Adele sería la intérprete del tema, ella admitió que guardó el secreto del proyecto por la presión que significaba producir una canción Bond. Su entusiasmo despertó cuando leyó el guion de la película y sus ideas para la canción comenzaron surgir. Ella quería que la letra reflejara el aspecto narrativo del filme en vez de enfatizar en el romanticismo. Respecto a la composición de la canción, Paul Epworth aseguró que la inclusión del tema instrumental «James Bond Theme», de Monty Norman, en la progresión armónica era una «decisión consciente».  Epworth indicó que la solicitud de los productores era «básicamente una balada dramática», así que él y Adele trataron de «hacer algo que era a la vez oscuro y final, como un funeral y para tratar de convertirlo en algo que no era definitivo. Un sentido de la muerte y el renacimiento». Ambos fueron al estudio, donde en diez minutos realizaron el borrador de la estrofa y el estribillo.
La canción cuenta con los géneros musicales de pop, soul y spy music e influencias del pop rock y el adult alternative. De acuerdo con una partitura publicada en el sitio web Musicnotes por EMI Music Publishing, está compuesta en la tonalidad de do menor con un tempo de 76 pulsaciones por minuto. El registro vocal de la artista se extiende desde la nota sol♯3 hasta la do♯5.

## Recepción

### Comentarios de la crítica
Adam Vary de Entertainment Weekly dijo: «Por fin un gran tema de James Bond». Christopher Rosen de Huffington Post llamó al tema «estridente y conmovedor [que] se ajusta perfectamente al lado de la obra de Shirley Bassey, [también] de James Bond». Por su parte, Rick Fulton de Scottish Daily Record le dio un calificación de cinco estrellas de cinco y lo llamó «el sencillo de la semana». En tanto, Amy Sciarretto del sitio Pop Crush le otorgó una calificación de cuatro estrellas y medio de cinco y agregó que «es una canción llena de humo, misterio y rica en instrumentación [...] Adele no está cantando a todo pulmón durante la mayor parte de la canción. Más bien, ejerce un poco de moderación, sin menoscabo alguno de su impactante voz». Melinda Newman del sitio web Hitfix la nombró una «balada majestuosa» y «un clásico tema de James Bond». Glenn Gamboa de Newsday reseñó:

«["Skyfall"] es diferente a cualquier otra [pista] que [haya] hecho [Adele] en su joven carrera. Esta segura de sí misma, inspirándose en Shirley Bassey, al tiempo que añade su propio fraseo potente para hacer el tema suyo. Su estilo ha tratado de minimizar su enorme voz, con letras que están cuestionando y autocríticando».

Por otro lado, Gil Kaufman de MTV la elogió al llamarla «exuberante» e incluirla entre los clásicos de Shirley Bassey, Paul McCartney y Carly Simon. Christopher John Farley de The Wall Street Journal dijo: «La pista tiene [un] drama y el apoyo orquestal le da un clásico atemporal que lo diferencia de las típicas canciones de pop. Debido a que es un tema para una película de Bond, después de todo, la canción también se disparó a través de la amenaza de la violencia y la muerte. Adele canta en la primera línea de la canción: "This is the end" ("Este es el fin"), "Hold your breath and count to ten" ("Aguanta la respiración y cuente hasta diez")». Por su parte, Jim Farber de Daily News le dio una crítica negativa al decir que «está lejos de ser un tema asesino 007».

### Recibimiento comercial
En la tienda de iTunes, la canción alcanzó el primer lugar a diez horas de su publicación, por lo que superó a «Diamonds» de Rihanna. El 5 de octubre de 2012, la empresa de comunicaciones Clear Channel comenzó a difundir «Skyfall» en ciento ochenta estaciones de radio en los Estados Unidos. En menos de un día, la canción había sido escuchada por unas diez millones de personas y había comenzado a figurar en el ranking Nielsen Broadcast Data Systems, que se basa en la lista Radio Songs de la revista Billboard. En dicho país, «Skyfall» debutó en el octavo lugar de la lista Billboard Hot 100, siendo la primera canción de Adele y de la saga de James Bond en debutar en el top diez, este último en una década. Simultáneamente, entró en el puesto número tres de la lista Digital Songs con 261 000 copias digitales vendidas.
El 7 de octubre, «Skyfall» ingresó a la lista UK Singles Chart en el puesto cuatro a menos de dos días de su lanzamiento. El sencillo vendió 84 000 copias en el Reino Unido durante sus primeros dos días en el mercado. «Skyfall» apareció en la lista Billboard Hot 100 en el octavo lugar, convirtiéndose en la primera canción de Adele en debutar dentro del Top 10, vendiendo 261 000 copias en los Estados Unidos en los primeros tres días. Aunque «Skyfall» debutó en el número ocho en la Billboard Hot 100, fue, de hecho, el tercer sencillo más vendido en los Estados Unidos durante su primera semana, ya que esa lista se confecciona sobre la base de ventas, difusión radial y reproducciones por Internet. «Skyfall» es la primera canción de James Bond que logró llegar al Top 10 en una década. El interés por «Skyfall» incrementó en un 10% las ventas del álbum de Adele, 21, en los Estados Unidos. En Irlanda, la canción debutó en el primer lugar sobre la base de descargas solamente.

### Reconocimientos
El 10 de enero de 2013 se anunciaron las nominaciones a los premios Óscar, donde «Skyfall» también figuró entre las candidatas en la categoría Mejor canción original. Durante la ceremonia de los premios realizada el 24 de febrero, Adele interpretó la canción en la que fue su primera actuación en un año. Finalmente, Adele y Paul Epworth recibieron el galardón de la Academia convirtiendo a «Skyfall» en una de las dos  canciones de la saga Bond que ha ganado este premio, y la segunda en toda la historia en ganar conjuntamente el Globo de Oro y el Oscar (la primera fue Into the West).
«Skyfall» ha sido considerada para varios premios de distintas organizaciones; a continuación, una lista de los mismos:
| Año  | Ceremonia de premiación               | Categoría                                        | Resultado | Ref.   |
| ---- | ------------------------------------- | ------------------------------------------------ | --------- | ------ |
| 2012 | Critics' Choice Movie Awards          | Mejor canción                                    | Ganadora  | [ 33 ] |
| 2012 | Golden Globe Awards                   | Mejor canción original                           | Ganadora  | [ 34 ] |
| 2012 | Houston Film Critics Society Awards   | Mejor canción original                           | Ganadora  | [ 35 ] |
| 2012 | Las Vegas Film Critics Society Awards | Mejor canción original                           | Ganadora  | [ 36 ] |
| 2013 | Brit Awards                           | Sencillo británico del año                       | Ganadora  | [ 37 ] |
| 2013 | Premios Óscar                         | Mejor canción original                           | Ganadora  | [ 38 ] |
| 2013 | World Soundtrack Awards               | Mejor canción original escrita para una película | Ganadora  | [ 39 ] |
| 2014 | Grammy Awards                         | Mejor canción escrita para un medio visual       | Ganadora  | [ 40 ] |

## Posicionamiento en listas

### Semanales
| Lista (2012)                                    | Máxima posición |
| ----------------------------------------------- | --------------- |
| Alemania (Offizielle Deutsche Charts)           | 1               |
| Australia (ARIA)                                | 5               |
| Austria (Ö3 Austria Top 40)                     | 2               |
| Bélgica (Flandes) (Ultratop 50)                 | 1               |
| Bélgica (Valonia) (Ultratop 50)                 | 1               |
| Canadá (Canadian Hot 100)                       | 3               |
| Dinamarca (Tracklisten)                         | 6               |
| Escocia (Scottish Singles Sales Chart)          | 3               |
| Eslovaquia (Rádio Top 100)                      | 20              |
| España (Top 100 Canciones)                      | 4               |
| Estados Unidos (Billboard Hot 100)              | 8               |
| Estados Unidos (Mainstream Top 40)              | 37              |
| Estados Unidos (Adult Top 40)                   | 15              |
| Estados Unidos (Adult Contemporary)             | 13              |
| Estados Unidos (Adult Alternative Songs)        | 3               |
| Europa (Euro Digital Songs)                     | 1               |
| Finlandia (The Official Finnish Download Chart) | 1               |
| Francia (SNEP)                                  | 1               |
| Grecia Digital Songs (Billboard)                | 1               |
| Hungría (Rádiós Top 40)                         | 4               |
| Islandia (Tónlist)                              | 5               |
| Irlanda (IRMA)                                  | 1               |
| Italia (FIMI)                                   | 2               |
| Japón (Japan Hot 100)                           | 20              |
| Líbano (The Official Lebanese Top 20)           | 1               |
| Luxemburgo Digital Songs (Billboard)            | 2               |
| México Inglés Airplay (Billboard)               | 23              |
| Nueva Zelanda (Recorded Music NZ)               | 2               |
| Noruega (VG-lista)                              | 7               |
| Países Bajos (Dutch Top 40)                     | 1               |
| Países Bajos (Mega Single Top 100)              | 1               |
| Polonia Digital Songs (Billboard)               | 1               |
| Portugal Digital Songs (Billboard)              | 2               |
| Reino Unido (UK Singles Chart)                  | 2               |
| Reino Unido (UK Indie Chart)                    | 1               |
| República Checa (Rádio Top 100)                 | 6               |
| Corea del Sur (Gaon International Chart)        | 1               |
| Suiza (Schweizer Hitparade)                     | 1               |